# ريتشارد لي (سياسي)
ريتشارد لي هو سياسي كندي، ولد في 1954 في زونغشان في الصين. حزبياً، نشط في BC United ‏. وقد انتخب عضو الجمعية التشريعية لكولومبيا البريطانية ‏ عن دائرة Burnaby North ‏ (16 مايو 2001 – ).